# Copa Colòmbia
La Copa Colòmbia és una competició futbolística colombiana de clubs membres de la Dimayor (División Mayor del Fútbol Colombiano).
S'ha disputat en tretze ocasions, des del 1950-51 fins a l'actualitat. L'equip que l'ha guanyada més cops és Millonarios, amb quatre títols.

## Història
La Copa Colòmbia va ser jugada a Colòmbia en tretze ocasions, cinc d'elles entre 1950-51, 1951-52, 1952-53, 1956, 1963 i 1964(les tres primeres en la famosa època daurada del futbol colombià) com un torneig eliminatori molt similar a les copes europees (amb partits d'anada i tornada). En finalitzar l'edició 1963, el trofeu físic de la Copa Colòmbia li fou donat al Millonarios de forma definitiva per haver guanyat consecutivament les edicions de la lliga de 1961, 1962 i 1963.
16 anys més tard, el 1981 es realitzà una nova edició de la Copa Colòmbia, com a part del campionat del Futbol Professional Colombià. Independiente Medellín va ser-ne el campió. Després el 1989 es va jugar la competició entre la primera i la segona volta del torneig i va comptar per a la taula de re classificació del campionat, que classificava als semifinalistes. Independiente de Santa Fe guanyà la competició.
El 14 de febrer del 2008, els 36 clubs membres de la Dimayor van aprovar la realització d'una nova edició de la Copa Colòmbia que comptés amb equips de la Primera i Segona Divisió del Futbol Colombià, es disputés durant tot l'any i atorgués al campió una plaça per a la Copa Sud-americana. Es juga des d'aquí fins a l'actualitat

## Historial
Font:
| Any     | Campió                 | Partit d'anada                                               | Partit de tornada                                            | Finalista                                                    |
| ------- | ---------------------- | ------------------------------------------------------------ | ------------------------------------------------------------ | ------------------------------------------------------------ |
| 1950-51 | Boca Juniors de Cali   | 4-2                                                          | 3-4                                                          | Independiente Santa Fe                                       |
| 1952-53 | Millonarios            | 2-0                                                          | 3-0 (w/o)                                                    | Boca Juniors de Cali                                         |
| 1956-57 | Campionat abandonat    | Campionat abandonat                                          | Campionat abandonat                                          | Campionat abandonat                                          |
| 1963    | Millonarios            | Trofeu guanyat per haver vençut a les lligues del 61, 62, 63 | Trofeu guanyat per haver vençut a les lligues del 61, 62, 63 | Trofeu guanyat per haver vençut a les lligues del 61, 62, 63 |
|         |                        |                                                              |                                                              |                                                              |
| 1981    | Independiente Medellín | 3-1                                                          | 1-1                                                          | Deportivo Cali                                               |
| 1989    | Independiente Santa Fe | 0-0                                                          | 2-1                                                          | Unión Magdalena                                              |
|         |                        |                                                              |                                                              |                                                              |
| 2008    | La Equidad             | 1-0                                                          | 3-3                                                          | Once Caldas                                                  |
| 2009    | Independiente Santa Fe | 1-2                                                          | 2-1 (5-4 p)                                                  | Deportivo Pasto                                              |
| 2010    | Deportivo Cali         | 1-0                                                          | 2-0                                                          | Itagüí Fútbol Club                                           |
| 2011    | Millonarios            | 1-0                                                          | 1-0                                                          | Boyacá Chicó FC                                              |
| 2012    | Atlético Nacional      | 0-0                                                          | 2-0                                                          | Deportivo Pasto                                              |
| 2013    | Atlético Nacional      | 2-2                                                          | 1-0                                                          | Millonarios                                                  |
| 2014    | Deportes Tolima        | 2-0                                                          | 1-2                                                          | Independiente Santa Fe                                       |
| 2015    | Junior                 | 2-0                                                          | 0-1                                                          | Independiente Santa Fe                                       |
| 2016    | Atlético Nacional      | 2-1                                                          | 1-0                                                          | Junior                                                       |
| 2017    | Junior                 | 1-1                                                          | 2-0                                                          | Independiente Medellín                                       |
| 2018    | Atlético Nacional      | 2-2                                                          | 2-1                                                          | Once Caldas                                                  |
| 2019    | Independiente Medellín | 2-2                                                          | 2-1                                                          | Deportivo Cali                                               |
| 2020    | Independiente Medellín | 1-1 (5-4 p)                                                  | 1-1 (5-4 p)                                                  | Deportes Tolima                                              |
| 2021    | Atlético Nacional      | 5-0                                                          | 0-1                                                          | Deportivo Pereira                                            |
| 2022    | Millonarios            | 0-1                                                          | 2-0                                                          | Junior                                                       |
| 2023    | Atlético Nacional      | 1-1                                                          | 1-1 (5-4 p)                                                  | Millonarios                                                  |